# 小小兵 (角色)
小小兵（英語：Minions）是《神偷奶爸系列》中的虛構角色，也是照明娛樂的官方吉祥物，最初於2010年電影《神偷奶爸》登場，當中以凱文、史都華和傑夫最為著名，它們也是2015年外傳電影《小小兵》的主角。

## 特徵
小小兵是由一群黃色有機體組成的團隊，它們有些是單眼，有些是雙眼，有著幾根頭髮，並都穿著工作服和戴著護目鏡。此外，小小兵擅長唱歌和跳舞，並具有很強的團體意識。小小兵擁有自己的語言，小小兵語由法語、英語、日語、韓語、意大利語、西班牙語、德語等多国语言組成。

## 歷代主人
2015年電影《小小兵》中，顯示小小兵自地球生命之初就已經存在。小小兵天生就是以效忠大壞蛋作為生存意義，當沒有主人時，它們會變得沮喪和無精打采。
| 主人         | 狀態 | 死因                     | 備註                             |
| ------------ | ---- | ------------------------ | -------------------------------- |
| 兩棲動物     | 死亡 | 被暴龍踩死               |                                  |
| 暴龍         | 死亡 | 掉進熔岩                 |                                  |
| 尼安德塔人   | 死亡 | 被熊吃掉                 |                                  |
| 法老王       | 死亡 | 被金字塔砸死             |                                  |
| 中世紀國王   | 死亡 | 被劍刺穿 生殖器          | [ 註 1 ]                         |
| 德古拉       | 死亡 | 暴露在陽光下變成灰燼     |                                  |
| 黑鬍子       | 死亡 | 被鯊魚吃掉               | [ 註 1 ]                         |
| 拿破崙一世   | 死亡 | 被小小兵發射的大砲擊中   |                                  |
| 雪人         | 死亡 | 被冰穴的巨大冰塊擊中頭部 |                                  |
| 史嘉蕾殺很大 | 生存 | 不適用                   | 不是真心對待他們                 |
| 格魯         | 生存 | 不適用                   | 《3》暫時只有傑瑞和戴夫留下陪伴  |
| 猛老大       | 生存 | 不適用                   | 小小兵被控制，所以不是真正的主人 |
| 德魯         | 生存 | 不適用                   | 小傑瑞和戴夫除外其他小小兵跟隨   |

## 衍生
自《神偷奶爸》電影上映以來，小小兵一直都是人氣角色。小小兵經常出現在康卡斯特／NBC環球的其他資產營銷中，包括環球主題樂園及度假村、NBC黃金時段電視劇和Xfinity遙控器等。

## 備註
1. 1 2  刪減片段。